# Kiki – A boszorkányfutár
A Kiki – A boszorkányfutár (魔女の宅急便; Madzso no takkjúbin; Hepburn: Majo no takkyūbin; angol címén Kiki’s Delivery Service) 1989-ben bemutatott japán animációs fantasyfilm, amelyet Mijazaki Hajao írt és rendezett, valamint a Studio Ghibli és a Studio Gallop készített. A film zenéjét Hiszaisi Dzsó szerezte, producerei pedig Mijazaki Hajao és Hara Tóru voltak. A film Kadono Eiko Madzso no takkjúbin című regényén alapul, de több jelentős módosítást is tartalmaz.
A film Kikiről, egy kamasz boszorkányról szól, akinek a tradíció szerint 13. évét betöltve egy évig önállóan kell élnie. Kiki egy Koriko nevű kikötővárosban telepedik le, ahol futárszolgálatot hoz létre. A film főszereplőit Takajama Minami, Szakuma Rei, Jamagucsi Kappei és Toda Keiko szeijúk szólaltatják meg.
Mijazaki elmondása szerint a film a japán kamasz lányokra jellemző önállóság és másokra történő támaszkodás szükségessége közötti szakadékot mutatja be.
A Kiki – A boszorkányfutárt 1989. július 22-én mutatták be Japánban és elnyerte az Animage Anime Grand Prix díját. Ez volt a Studio Ghibli első filmje, amelyet a Walt Disneyvel közösen adott ki. A Disney által készített angol nyelvű változat a Seattle-i Nemzetközi Filmfesztiválon került bemutatásra 1998. május 23-án.
Magyarországon a Best Hollywood adta ki DVD-n 2007-ben, televízióban az M1 és a Digi Film tűzte műsorára.

## Cselekmény
Kiki betölti 13. életévét, és egy boszorkánytanoncnak ilyenkor hagyományosan egy egyéves gyakorlatra kell útra kelnie, hogy egy másik városban, egyedül, a családtól távol szerezzen új tapasztalatokat. Anyja szintén boszorkány, ő is így érkezett a kisvárosba, Karikijába, ahol gyógyító kenőcsök készítésével foglalkozik. Az egész rokonság és a barátok boldogan búcsúznak Kikitől, aki fekete macskájával, Dzsidzsivel együtt (akinek érti a beszédét) egy éjszaka nekivág a nagyvilágnak. Csak annyit tud, hogy egy tengerparti nagyvárosban szeretne dolgozni, ezért déli irányba repül. Útközben találkozik egy másik boszorkánnyal, aki már gyakorlata végén jár. Miután elbúcsúznak Kiki viharba keveredik és egy marhavagonban húzza meg magát.
Reggel Kiki folytatja útját és Korikóban, egy gyönyörű tengerparti nagyvárosban telepedik le, ahol a kezdeti bizonytalanság után gyorsan barátokat szerez. Lakása egy pékség fölött van, ahová a tulajdonosnő, Oszono befogadja, cserébe az üzletben kell segítenie eladni a pékárut.
Kiki, hogy eltartsa magát, futárszolgálatot indít, amit a seprűjével bonyolít le. Első megrendelésének teljesítése során egy játékmacskát kell kiszállítania. Útközben azonban varjak támadnak rá és az erdő fölött kiejti, ezért Dzsidzsinek kell helyettesítenie a játékot, amíg Kiki visszamegy megkeresni. Az erdőben Kiki találkozik egy kunyhóban ott élő lánnyal, Ursulával, aki időközben megtalálta a játékmacskát, de az elszakadt. Ursula viszont megvarrja neki, cserébe azért, hogy kitakarít nála, így Kiki titokban visszacserélheti Dzsidzsit a játékra.
A futárüzlet egyre jobban megy Kikinek és barátságot köt Ursula mellett a helyi gyerekekkel, köztük egy fiúval, Tombóval. Tombo elmondja neki, hogy a Repülőklub tagja és meghívja őt az esti összejövetelükre. Kiki futármunkája egy kúriába vezet, ahonnan a Madame és szolgálója, Bertha egy pitét szeretnének elküldeni Kikivel a Madame unokájának, azonban elromlott az elektromos sütőjük, így még nem tudták megsütni. Kiki javasolja, hogy használják a régi, fatüzelésű kemencét, s segít a sütésben. A Madame régi órája viszont késik, így Kiki késve indul el, ráadásul az eső is elered. Az unoka nem túl szívélyes fogadtatása után Kiki ráeszmél, hogy már az esti partiról is elkésett, ráadásul meg is fázik az esőben.
Kiki másnap találkozik Tombóval, akivel kipróbálják Tombó „repülő” biciklijét, ami valójában csak Kiki varázserejétől lesz képes felemelkedni egy időre. Viszont mikor megjelennek Tombo barátai Kiki váratlanul úgy dönt, hogy elmegy. A nap végére azonban észreveszi, hogy szinte teljesen elveszítette varázserejét, már Dzsidzsit sem érti meg, s még a seprűje is eltörik.
Másnap meglátogatja Kikit Ursula, aki elhívja őt erdei otthonába, ahol megmutatja egyik festményét, aminek ő adta az ötletét. Következő nap a városban ünnepség keretében indítják tovább a Szabadság szelleme nevű híres léghajót, de a hajó balesetet szenved. Kiki a televízióban látja, hogy Tombo is veszélybe kerül, amikor az emberek próbálják visszatartani az elszabadult hajót, így a fiú megmentésére siet. Miközben sikerül visszaszereznie varázserejét, mindenki szeme láttára hőstettet hajt végre.
Kiki falujában a szülei épp legutóbbi levelét kapják kézhez, amelyben leírja, hogy a futárszolgálat egyre sikeresebb, s bár néha nehéz, szereti ezt a várost.

## Szereplők
| Szereplő                                                       | Japán hang         | Angol hang                           | Angol hang                       | Magyar hang       |
| Szereplő                                                       | Japán hang         | 1. angol változat (Streamline, 1993) | 2. angol változat (Disney, 1997) | Magyar hang       |
| -------------------------------------------------------------- | ------------------ | ------------------------------------ | -------------------------------- | ----------------- |
| Kiki (キキ)                                                    | Takajama Minami    | Lisa Michelson                       | Kirsten Dunst                    | Molnár Ilona      |
| Dzsidzsi (ジジ; Hepburn: Jiji; Gigi)                           | Szakuma Rei        | Kerrigan Mahan                       | Phil Hartman                     | Bálint Sugárka    |
| Oszono (おソノ; Hepburn: Osono)                                | Toda Keiko         | Alexandra Kenworthy                  | Tress MacNeille                  | Incze Ildikó      |
| Ursula (ウルスラ; Uruszura; Hepburn: Urusura)                  | Takajama Minami    | Edie Mirman                          | Janeane Garofalo                 | Nemes Takách Kata |
| Tombo (トンボ; Tonbo)                                          | Jamagucsi Kappei   | Eddie Frierson                       | Matthew Lawrence                 | Baráth István     |
| Fukuo (フクオ) (a pék, Oszono férje)                           | Jamadera Kóicsi    | Greg Snegoff                         | Brad Garrett                     | N/A               |
| Kokiri (コキリ) (Kiki anyja)                                   | Nobuszava Mieko    | Barbara Goodson                      | Kath Soucie                      | N/A               |
| Okino (オキノ) (Kiki apja)                                     | Miura Kóicsi       | John Dantona                         | Jeff Bennett                     | Presits Tamás     |
| Madame (老婦人; Ró-fudzsin; Hepburn: Rō-fujin)                 | Kató Haruko        | Melanie MacQueen                     | Debbie Reynolds                  | Gyimesi Pálma     |
| Bertha (バーサ; Básza; Hepburn: Bāsa; Barsa)                   | Szeki Hiroko       | Edie Mirman                          | Edie McClurg                     | Várnagy Katalin   |
| végzős boszorkány                                              | Kobajasi Júko      | Wendee Lee                           | Debi Derryberry                  | Peller Mariann    |
| Madame unokája                                                 | Kagimoto Keiko     | Wendee Lee                           | Sherry Lynn                      | N/A               |
| Ket (ケット; Ketto)                                            | Fucsizaki Juriko   | Lara Cody                            | Pamela Adlon                     | N/A               |
| Maki (マキ) (Ket nagynénje)                                    | Inoue Kikuko       | Lara Cody                            | Julia Fletcher                   | N/A               |
| Ket anyja                                                      | Doi Mika           | Diane Michelle                       | Julia Fletcher                   | Szabó Gertrúd     |
| Dora néni (ドーラ; Dóra; Hepburn: Dōra) (idős hölgy Kokirinél) | Szaitó Só          | Diane Michelle                       | Fay Dewitt                       | N/A               |
| rendőr                                                         | Jamadera Kóicsi    | Steve Kramer                         | Matt K. Miller                   | N/A               |
| tévériporter                                                   | Jamadera Kóicsi    | Carl Macek                           | Corey Burton                     | Kapácsy Miklós    |
| idős úr seprűvel                                               | Tagucsi Takasi     | N/A                                  | N/A                              | Várday Zoltán     |
| toronyóra-karbantartó                                          | Nisimura Tomomicsi | Greg Snegoff                         | Lewis Arquette                   | N/A               |
| Jeff (ジェフ; Dzsefu; Hepburn: Jefu) (a kutya)                 | N/A                | N/A                                  | Pat Fraley                       | N/A               |
| Lily (リリー; Rirí; Hepburn: Rirī) (a nőstény macska)          | N/A                | N/A                                  | Kirsten Dunst                    | N/A               |
| főcím, stáblista felolvasása                                   | –                  | –                                    | –                                | Zahorán Adrienne  |

## Megvalósítás
A Kiki – A boszorkányfutár forgatásának előkészületei 1987 tavaszán kezdődtek, amikor a Group Fudosha megkérte Kadono Eiko könyvének kiadóját, hogy készítessen egy filmadaptációt a Studio Ghiblivel, Mijazaki Hajao vagy Takahata Iszao rendezésében. Mivel Mijazaki a Totoro – A varázserdő titka, Takahata pedig a Szentjánosbogarak sírja filmjén dolgozott, ezért ekkor egyikük sem tudta elvállalni a rendezést.

Oszono és Kiki vendégeket szolgálnak ki a Gütiokipänja Pékségben. Az elnevezés Kadono Eiko egy szóvicce, ami a Guchokipára, a kő-papír-olló alternatív elnevezésére utal.

Mijazaki elvállalta a produceri feladatokat, azonban a rendező pozíciója betöltetlen maradt. A film gyártásának kezdetekor és a Totoro befejezésének közeledtével a Studio Ghibli munkatársaira magasabb pozíciójú feladatokat osztottak ki a Kiki – A boszorkányfutáron. A szereplőtervezéssel Kondo Kacuját bízták meg, aki már a Totorón is együtt dolgozott Mijazakival. Óno Hirosit a művészeti rendezéssel bízták meg, részben Oga Kazuo kérésére, részben pedig, mivel ő is tagja volt a Totoro stábjának.
Bár számos pozíciót sikerült betölteni, rendezőt még mindig nem sikerült kijelölni. Mijazaki, mivel teljesen lekötötte a Totoro, személyesen keresett fel több rendezőt, de végül egyikőjüket sem találta alkalmasnak a projekthez. Megtalálta aztán Katabucsi Szunaót, aki korábban a Sherlock Holmes, a mesterkopó sorozatán dolgozott és ő kezdhette el a rendezést. A forgatókönyv megírására Issiki Nobujukit kérte fel a Ghibli, azonban Mijazaki túl száraznak és a saját elképzeléseitől túlságosan eltérőnek találta már az első vázlatait is, így a stúdió elutasította.
A Totoro befejezésével Mijazaki egyre több időt szánhatott a Kiki – A boszorkányfutárra. Saját maga kezdte el írni a forgatókönyvet. Mivel a regény egy kitalált észak-európai országban játszódik, Mijazaki és a vezető stábtagok olyan tájakat és elemeket kezdtek felkeresni, amelyek a történet világát jellemzik. Fő állomásaik Stockholm, a svéd Gotland sziget és a dél-ausztráliai Adelaide voltak. Miután Mijazaki és az alkotócsapat visszatért Japánba, elkezdtek dolgozni a konceptuális rajzokon és a szereplők dizájnján. Mijazaki nekilátott komolyabban átdolgozni a történetet, új elképzelésekkel állt elő és módosította a meglévőket. Mijazaki végül a rendezői feladatot is magára vállalta, amikor Katabucsit ismeretlenek megfenyegették.
Mijazaki 1988 júniusában fejezte be a forgatókönyv piszkozatát és júliusban mutatta be. Ez idő tájt jelentette be, hogy elvállalja a film rendezését, mivel már eddig is nagyban befolyásolta a projektet. A Kikit eredetileg egy 60 perces különkiadásnak szánták, de egy 102 perces egész estés játékfilm vált belőle mire Mijazaki végzett a storyboarddal és a forgatókönyvvel.

### Inspirációk

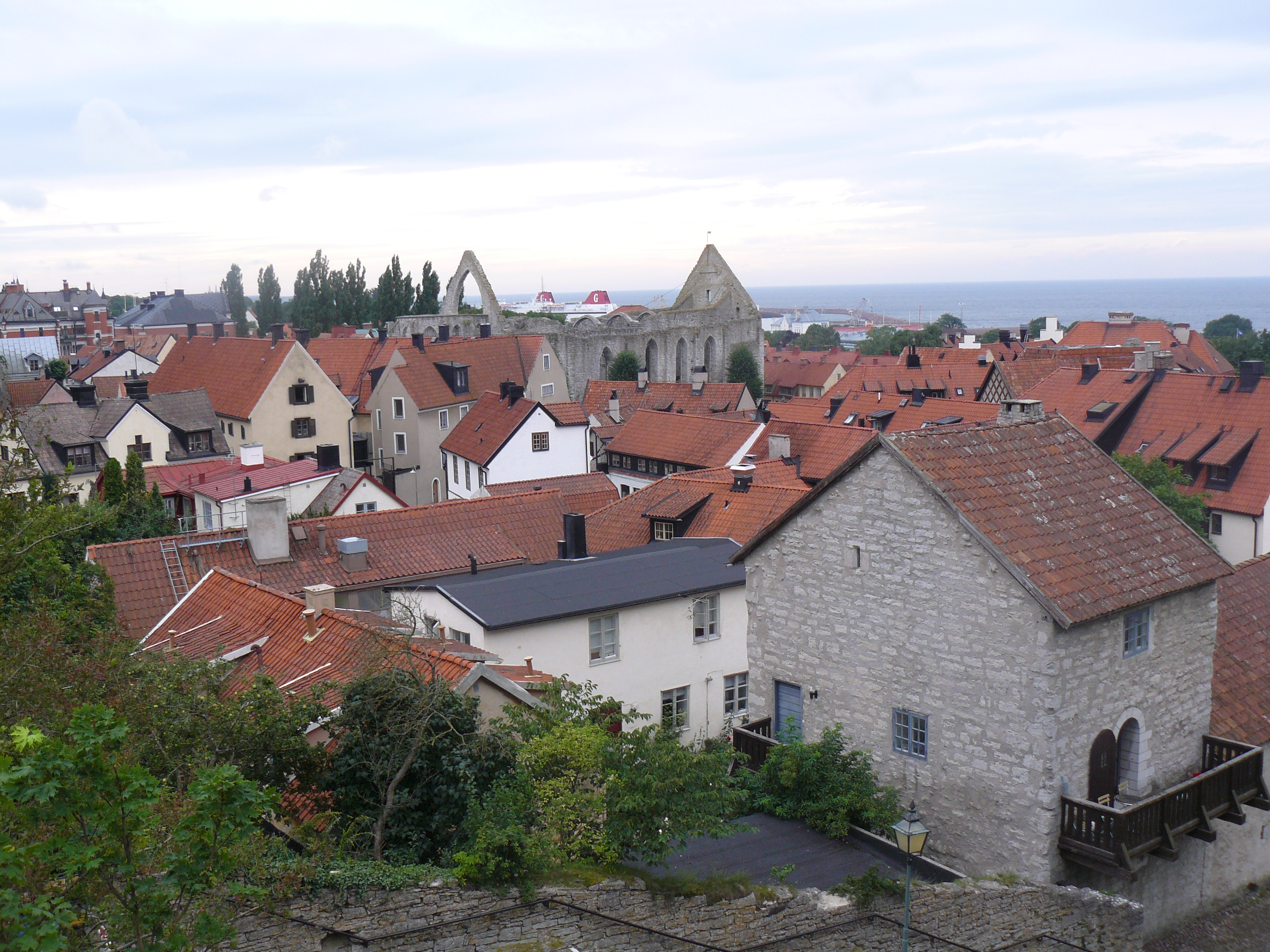
Visby városa adta a legtöbb inspirációt a történet fő színhelyének megalkotásához

A Kiki – A boszorkányfutár egy idealizált, fiktív, problémáktól mentes nyugat-európai városban, Korikóban játszódik az 1960-as években. A város nevét a filmben egyszer sem említik, de egy rövid ideig látható egy buszon feltüntetve. A Ghibli egyes kiadványaiban a „Coriko” név is felbukkan. Mijazaki elárulta, hogy városhoz a fő vizuális inspirációt, a Gotland szigeten fekvő svéd Visby városa adta, bár Koriko lényegesen nagyobb, mint Visby és olyan épületek találhatóak benne, amelyek Stockholmra jellemzőek. Helen McCarthy szerint a „pezsgő” Stockholm-inspirálta város a biztonság és a függetlenség érzését adja.
A takkjúbin (宅急便; Hepburn: takkyūbin, ’expressz csomagküldés’) szó az eredeti japán címben a Yamato Transport védjegye, bár manapság a takuhaibin (宅配便, ’házhozszállítás’) szinonimájaként is használatos. A cég nemcsak engedélyezte a védjegy használatát, annak ellenére, hogy a japán védjegytörvény értelmében engedély nélkül is felhasználható lett volna, hanem lelkesen támogatta is a filmet, mivel logójában egy kölykét cipelő, stilizált, fekete anyamacskát használ.

### Eltérések a könyvtől
A Madzso no takkjúbin, Kadono eredeti gyermekkönyve erősen eltér Mijazaki filmjének végső változatától. Kadono regénye sokkal epizodikusabb, kis történetekből áll, amelyek Kiki különféle emberekkel való találkozását mutatja be, miközben futárszolgálatait teljesíti. Kikinek számos kihíváson kell túlesnie a regényben „jó szívének” köszönhetően, és következésképpen kitágítja baráti körét. A filmmel szemben nem kell szembenéznie traumákkal vagy válságos helyzetekkel. Sok drámai elem, mint Kiki varázserejének elvesztése vagy a léghajóbaleset a film végén, nincs jelen az eredeti történetben. Annak érdekében azonban, hogy világosabban szemléltessék a függetlenséggel és a felnövéssel való küzdelem témáit a filmben, Mijazaki Kikit keményebb kihívásokkal állította szembe, és a magány érzését sokkal erősebben érzékeltette. Egy ilyen kihívás, amikor Kiki elveszti repülési képességét. Ez az esemény csak gyengén kapcsolódik a regényhez, ahol Kiki seprűje eltörik és csupán meg kell javítania. Mijazaki így vélekedett: „Ahogy a filmek mindig egy realisztikusabb élményvilágot teremtenek, Kiki keményebb kudarcoktól és magánytól fog szenvedni, mint az eredetiben.” Kadono kezdetben elégedetlenségét fejezte ki a módosítások kapcsán, és a forgatást már a forgatókönyvi státuszban az elvetés veszélye fenyegette. Ezért Mijazaki és Szuzuki Tosio producer ellátogattak az író otthonába és meghívták a stúdióba. Kadono látogatása után hozzájárulását adta a filmhez.

## Témák és elemzés
Kiki viselkedésének és megjelenésének több aspektusára is hangsúlyt fektettek az elemzők. A film egyik fő témája Kiki belecsöppenése a felnőttkorba. Míg szerető szülők mellett nőtt fel, akik emellett támogatják a függetlenségét, Kiki hirtelen szembekerül a kamaszkor általános problémáival, mint az álláskeresés, az elfogadás keresése, és vigyázni saját magára. A sebezhetőség fogalmát alaposan megvizsgálták a filmben. Mark Schilling kritikus a következőt állapította meg arról a jelenetről, ami során Kiki az első éjszakát tölti távol az otthonától, a pékeknél maradva, s az éjszaka közepén hirtelen kilép a szobájából és kinéz a melléképületek felé, meglátva, hogy a férj, Fukuo nyújtja az izmait, majd miután elhagyja a helyszínt, Kiki visszarohan a szobájába, és becsapja az ajtót maga mögött, miközben levegőért kapkod: „A jelenet semmivel nem viszi előre a cselekményt, és humor is kevés van benne, …de… ez szavak nélkül – és sokatmondóan – fejezi ki Kiki fiatalságát, kiszolgáltatottságát és elszigeteltségét.”
Egy másik fontos téma a hagyományos és a kortárs közötti átmenet. Kiki egyensúlyt mutat ezek között a minőségek között. Például betartja a hagyományt, miszerint a boszorkányok fekete ruhát viselnek, de a haját fényes, piros masnival díszíti. Más hagyományos módszerekhez is folyamodik, például fatüzelésű kályhával süt az idős hölgynél, vagy anyja régi seprűjével repül.
Kiki repülési képességének elvesztését a legsúlyosabb konfliktusnak tartják, amivel szembekerül a főhős a filmben. Kiki veszteségének feldolgozása során saját magával kerül szembe, önmagába vetett hite ing meg és belső félelmein kell felülkerekdnie. Azonban ez a nehézség az, ami megmutatja Kikinek, hogy a sérülékenység nem mindig vezet bukáshoz, sőt, az így szerzett tapasztalatok segítik megérteni saját magát. Bár Kiki külső ellenfelekkel nem kerül szembe a filmben, többen a film végén lezuhanó léghajót egy komoly veszélyhelyzetnek találják. Kiki később macskájával, Dzsidzsivel sem lesz képes beszélni. Mijazaki elárulta, hogy a macska jelképezi Kiki éretlen, gyermeki oldalát, és az, hogy elveszíti vele a beszélgetés lehetőségét, azt jelenti, hogy Kiki sikeresen vette a felnőtté válás akadályait és túlérett rajta.
Kiki boszorkányként való ábrázolását a történelmi és kortárs nézetek szerint megvizsgálva, elmondható, hogy néhány, klasszikus mesékre jellemző elemet átemel a film, mint a boszorkányok fekete macska társa, seprűn való repülése vagy fekete ruhája. Mivel a varázserővel megáldott lányok gyakoriak a japán televízióban, Mijazaki megjegyezte, hogy „a boszorkányok mindig csupán a fiatal lányok álmainak megvalósítását jelentették. Ők minden nehézség nélkül bálványokká válhattak.” Ezzel szemben Kiki nem használhatja erejét kívánságok teljesítésére.
Összehasonlítva Kikit Mijazaki más főhősnőivel, például Szan A vadon hercegnőjében vagy Nauszika a Nauszika – A szél harcosaiban ugyanúgy függetlenek és saját maguk irányítják az életüket. Chihiro a Chihiro Szellemországban főszereplője is keresi a függetlenséget mindennemű lázadás nélkül, de míg Chihiro mögött ott állnak a szülei, addig Kiki elhagyja faluját és a családi fészket.

## Megjelenések

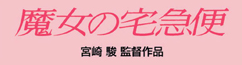
A film eredeti logója

### Japán
A Kiki – A boszorkányfutárt 1989. július 29-én mutatták be a japán mozik a Toei Company forgalmazása alatt. Először Laserdisc-en jelent meg 1990. január 25-én, majd VHS-en 1997. szeptember 21-én a Tokuma Japan Communications kiadásában. 1997. november 21-én a Buena Vista Home Entertainment Japan is kiadta saját VHS-ét. DVD-n 2001. június 8-án adta ki a Buena Vista japán és angol hangsávval és felirattal. A lemezre ráadásként felkerültek az eredeti japán előzetesek, egy ötperces részlet a Chihiro Szellemországban-ból, Ursula festménye és a teljes storyboard. A Blu-ray-kiadás 2012. december 5-én jelent meg a Walt Disney Studios Japan kiadásában.

### Észak-Amerika
Az első hivatalos angol szinkront a Streamline Pictures készítette a Tokuma Shoten megbízásából a Japan Airlines nemzetközi járatai számára, a producer Carl Macek volt. Macek szinkronját 1993-ban mutatták be a Washingtoni Egyetemen. Ez a szinkronváltozat csak a Ghibli dobozos Laserdisc-kiadványán érhető el.
A Disney 1997-es szinkronjával a Seattle-i Nemzetközi Filmfesztiválon került bemutatásra a film 1998. május 23-án, majd VHS-en 1998. szeptember 1-jén jelent meg az Egyesült Államokban és Kanadában. Laserdiscen 1998. szeptember 29-én, DVD-n pedig 2003. április 15-én vált elérhetővé ez a változat. Ez volt Phil Hartman kanadai humorista utolsó szinkronszerepe 1998-as halála előtt. A szinkront az ő emlékének szentelték.
A Kiki – A boszorkányfutár megért egy újabb észak-amerikai DVD-kiadást 2010. március 2-án, egy napon a Ponyo a tengerparti sziklán észak-amerikai kiadásával. Erre a DVD-re az 1997-es Disney-szinkron az eredeti japánhoz hűbb változata került, megtartva annak egyszerűbb zenei aláfestését és hangeffektjeit, törölve a Disney által hozzáadottak nagy részét és a szövegkönyvi adalékokat is.

#### Módosítások a filmen
A Disney által készített angol változat „pragmatikusnak” mondott módosításai a Ghibli és Mijazaki beleegyezésével történtek.
Számos kiegészítést adtak a film zenei anyagához és néhány új, az eredetiben nem hallható hangeffektet is hozzáadtak. Az új zenei darabokat Paul Chihara komponálta és Edvard Grieg A hegyi király csarnokában című művének lágy zongoramuzsikától a húrpengetésig terjedő feldolgozásai. Az eredeti nyitó- és záródalokat a Soaring és az I’m Gonna Fly dalokra cserélték, amelyeket Sydney Forest írt és adott elő.
A Disney változatában Dzsidzsi karaktere jelentős módosításokon esett át. A japán kultúrában a macskákhoz rendszerint női hangot társítanak, a Disney azonban férfi hangot kölcsönzött neki Phil Hartman személyében. Hartman szerepe szövegkönyvileg is bővült az eredeti japánhoz képest és az óvatos és lelkiismeretes Dzsidzsi helyett egy sokkal cinikusabb és szarkasztikusabb szereplőt jelenít meg.
A legjelentősebb szövegkönyvi módosítás a film végi betoldás, ami kifejezi, hogy Kiki újra érti, amit a macskája mond. Ezenkívül Kiki forró csokoládét iszik kávé helyett és törlésre került a diszkóra utaló mondat.

### Magyarország
Magyarországon egy tizenkét részes Studio Ghibli-sorozat tagjaként a Best Hollywood adta ki DVD-n 2007. október 24-én. A DVD magyar, japán és angol szinkron mellett magyar és angol feliratot tartalmaz. Televízióban elsőként az M1 tűzte műsorára, először 2008. augusztus 7-én, majd a Digi Film is levetítette, elsőként 2015. november 26-án.

## Filmzene
A Kiki – A boszorkányfutár zenéjét Hiszaisi Dzsó szerezte és a Madzso no Takkjúbin Szantora Ongaku-sú (魔女の宅急便 サントラ音楽集; Hepburn: Majo no Takkyūbin Santora Ongaku-shū) filmzenei albumon adta ki a Tokuma Japan Communications és az Animage Records 1989. augusztus 25-én. Két újbóli kiadást is megért 1996. november 20-án és 2004. szeptember 29-én. A lemezen 21 dal található, köztük a Rouge no dengon (ルージュの伝言; Rúdzsu no dengon; Hepburn: Rūju no dengon) nyitódal filmben hallott rövid változata és a Jaszasisza ni cucumareta nara (やさしさに包まれたなら; Hepburn: Yasashisa ni tsutsumareta nara) zárótéma. Mindkettőt Macutója Jumi (Arai Jumi) adja elő. Egy image album a szereplők dalaival, összesen 12 számmal 1989. április 10-én jelent meg. 1992. november 25-én egy vokál album is napvilágot látott 9 számmal.
| Madzso no Takkjúbin Szantora Ongaku-sú dallista | Madzso no Takkjúbin Szantora Ongaku-sú dallista | Madzso no Takkjúbin Szantora Ongaku-sú dallista | Madzso no Takkjúbin Szantora Ongaku-sú dallista | Madzso no Takkjúbin Szantora Ongaku-sú dallista | Madzso no Takkjúbin Szantora Ongaku-sú dallista | Madzso no Takkjúbin Szantora Ongaku-sú dallista | Madzso no Takkjúbin Szantora Ongaku-sú dallista | Madzso no Takkjúbin Szantora Ongaku-sú dallista | Madzso no Takkjúbin Szantora Ongaku-sú dallista |
| #                                               | Cím | Hossz                                           |                                                 |                                                 |                                                 |                                                 |                                                 |                                                 |                                                 |
| ----------------------------------------------- | --- | ----------------------------------------------- | ----------------------------------------------- | ----------------------------------------------- | ----------------------------------------------- | ----------------------------------------------- | ----------------------------------------------- | ----------------------------------------------- | ----------------------------------------------- |
| 1.                                              | Hareta hi ni… (晴れた日に…; On a Clear Day…) | 2:16                                            |                                                 |                                                 |                                                 |                                                 |                                                 |                                                 |                                                 |
| 2.                                              | Tabidacsi (旅立ち; Hepburn: Tabidachi; Departure) | 2:53                                            |                                                 |                                                 |                                                 |                                                 |                                                 |                                                 |                                                 |
| 3.                                              | Umi no mieru macsi (海の見える街; Hepburn: Umi no mieru machi; A Town with an Ocean View) | 3:00                                            |                                                 |                                                 |                                                 |                                                 |                                                 |                                                 |                                                 |
| 4.                                              | Szotatobu takkjúbin (空とぶ宅急便; Hepburn: Sotatobu Takkyūbin; Flying Delivery Service) | 2:09                                            |                                                 |                                                 |                                                 |                                                 |                                                 |                                                 |                                                 |
| 5.                                              | Pan-ja no tecudai (パン屋の手伝い; Hepburn: Pan-ya no tetsudai; Helping the Baker) | 1:04                                            |                                                 |                                                 |                                                 |                                                 |                                                 |                                                 |                                                 |
| 6.                                              | Sigoto hadzsime (仕事はじめ; Hepburn: Shigoto hajime; Starting the Job) | 2:15                                            |                                                 |                                                 |                                                 |                                                 |                                                 |                                                 |                                                 |
| 7.                                              | Migavari Dzsidzsi (身代りジジ; Hepburn: Migawari Jiji; Substitute Jiji) | 2:46                                            |                                                 |                                                 |                                                 |                                                 |                                                 |                                                 |                                                 |
| 8.                                              | Jeff (ジェフ; Hepburn: Jefu; Jeff) | 2:30                                            |                                                 |                                                 |                                                 |                                                 |                                                 |                                                 |                                                 |
| 9.                                              | Óiszogasi no Kiki (大忙しのキキ; Hepburn: Ōisogashi no Kiki; Very Busy Kiki) | 1:17                                            |                                                 |                                                 |                                                 |                                                 |                                                 |                                                 |                                                 |
| 10.                                             | Party ni maniavanai (パーティに間に合わない; Páti ni maniavanai; Hepburn: Pāti ni Maniawanai; Late for the Party)                                                                                      | 1:07                                            |                                                 |                                                 |                                                 |                                                 |                                                 |                                                 |                                                 |
| 11.                                             | Oszono-szan no tanomigoto… (オソノさんのたのみ事…; Hepburn: Osono-san no tanomigoto…; Osono’s Request…)                                                                                                | 3:01                                            |                                                 |                                                 |                                                 |                                                 |                                                 |                                                 |                                                 |
| 12.                                             | Propeller dzsitensa (プロペラ自転車; Puropera dzsitensa; Hepburn: Puropera jitensha; Propeller Bicycle)                                                                                                | 1:42                                            |                                                 |                                                 |                                                 |                                                 |                                                 |                                                 |                                                 |
| 13.                                             | Tobenai! (とべない!; I Can’t Fly!) | 0:46                                            |                                                 |                                                 |                                                 |                                                 |                                                 |                                                 |                                                 |
| 14.                                             | Sósin no Kiki (傷心のキキ; Hepburn: Shōshin no Kiki; Heartbroken Kiki) | 1:11                                            |                                                 |                                                 |                                                 |                                                 |                                                 |                                                 |                                                 |
| 15.                                             | Ursula no koja e (ウルスラの小屋へ; Uruszura no koja e; Hepburn: Urusura no koya e; To Ursula’s Cabin)                                                                                                 | 2:05                                            |                                                 |                                                 |                                                 |                                                 |                                                 |                                                 |                                                 |
| 16.                                             | Sinpi naru e (神秘なる絵; Hepburn: Shinpi naru e; A Mysterious Painting) | 2:20                                            |                                                 |                                                 |                                                 |                                                 |                                                 |                                                 |                                                 |
| 17.                                             | Bóhikó no dzsijú no bóken gó (暴飛行の自由の冒険号; Hepburn: Bōhikō no jiyū no bōken gō; The Adventure of Freedom, Out of Control)                                                                     | 1:06                                            |                                                 |                                                 |                                                 |                                                 |                                                 |                                                 |                                                 |
| 18.                                             | Odzsii-szan no dekki Brush (おじいさんのデッキブラシ; Odzsii-szan no dekki Burassu; Hepburn: Ojii-san no dekki Burasshu; The Old Man’s Deck Brush)                                                     | 1:59                                            |                                                 |                                                 |                                                 |                                                 |                                                 |                                                 |                                                 |
| 19.                                             | Deck Brush de Rendezvous no dengon (デッキブラシでランデブー ルージュの伝言; Dekki Burassu de Randebúrúdzsu no dengon; Hepburn: Dekki Burasshu de Randebūrūju no dengon; Rendezvous on the Deck Brush) | 1:02                                            |                                                 |                                                 |                                                 |                                                 |                                                 |                                                 |                                                 |
| 20.                                             | Rouge no dengon (ルージュの伝言; Rúdzsu no dengon; Hepburn: Rūju no dengon; Message of Rouge) (előadó: Macutója Jumi, filmes változat)                                                                 | 1:45                                            |                                                 |                                                 |                                                 |                                                 |                                                 |                                                 |                                                 |
| 21.                                             | Jaszasisza ni cucumareta nara (やさしさに包まれたなら; Hepburn: Yasashisa ni tsutsumareta nara; If I’ve Been Enveloped by Tenderness) (előadó: Macutója Jumi)                                          | 3:09                                            |                                                 |                                                 |                                                 |                                                 |                                                 |                                                 |                                                 |
| 41:45                                           | |                                                 |                                                 |                                                 |                                                 |                                                 |                                                 |                                                 |                                                 |

## Fogadtatás

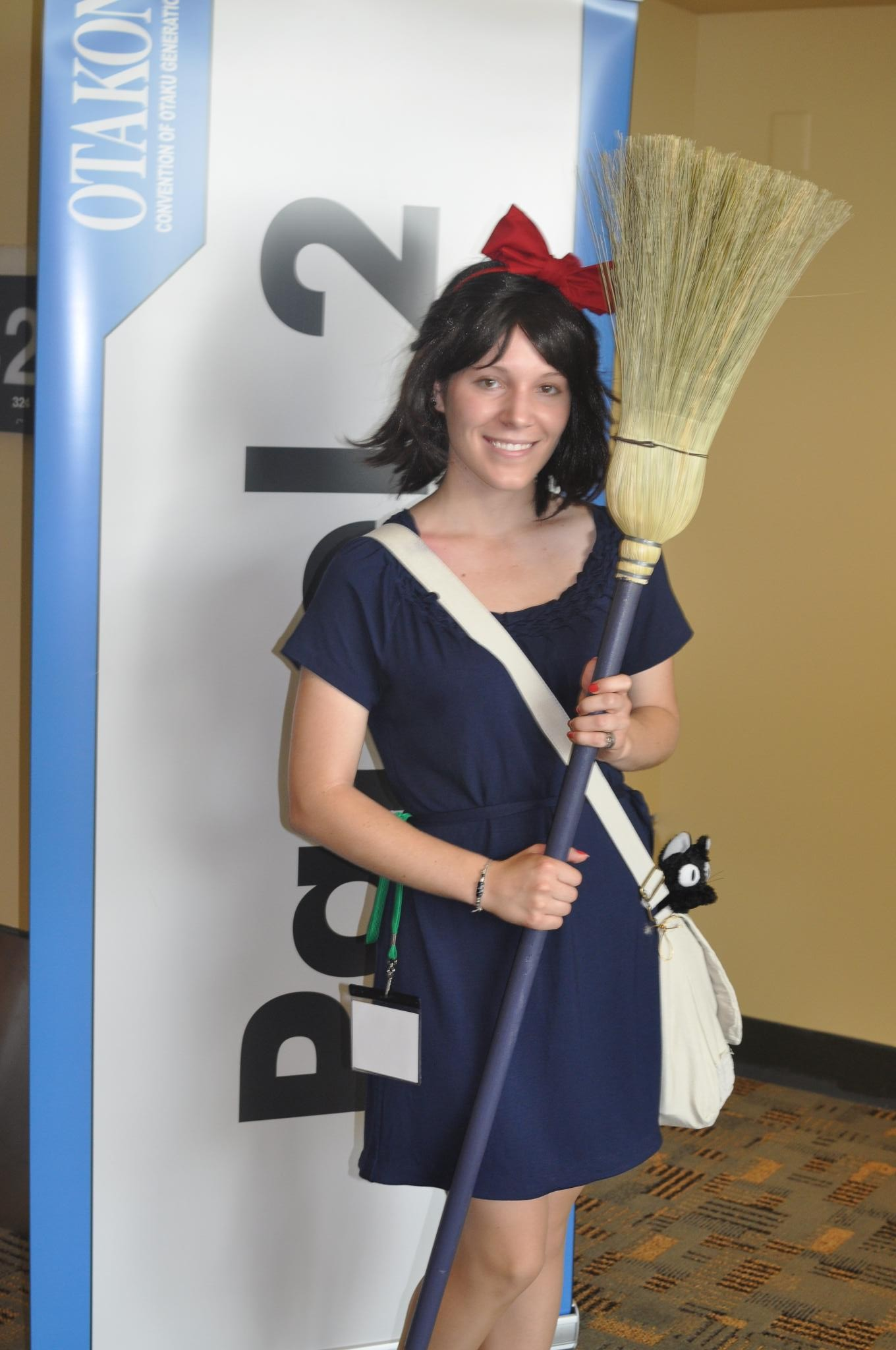
Kiki cosplayjelmezes a 2011-es Otakonon

A Kiki – A boszorkányfutár 2170 millió jen (18 millió dollár) bevételt hozott, ezzel 1989 legjobban jövedelmező filmje volt Japánban. A japán DVD-kiadás 2001 júniusában a legjobban elkelt anime DVD volt. Számos díjjal jutalmazták, 1990-ben elnyerte az Animage Anime Grand Prix díját „legjobb anime” és „legjobb anime filmzene” kategóriákban, Kikit pedig a „legjobb női szereplő”-nek választották.
Az amerikai VHS-kiadás 1998 szeptemberében a nyolcadik legtöbbet rendelt cím volt a Blockbuster áruházaiban, a megjelenést követő első héten, az év végéig több mint 1,2 millió példány kelt el.
Az Egyesült Államokban a film vetítéseit megpróbálta bojkottálni egy ortodox keresztény csoport, a Concerned Women for America és 1998. május 28-án kiadtak egy közleményt „Disney Reverts to Witchcraft in Japanese Animation” (A Disney japán animációban tér vissza a boszorkánysághoz) címmel. Disney-ellenes bojkottra hívva a csoport kijelentette, hogy a cég „továbbra sem családbarát, hanem egyre sötétebb céljai vannak”.
1998. szeptember 4-én az Entertainment Weekly az „Év videója” címmel díjazta a filmet. Gene Siskel a Chicago Tribunetól mindkét hüvelykujját felmutatva minősítette a filmet, Roger Ebert a Chicago Sun-Timestól pedig „elbűvölőnek és vizuálisan lélegzetelállítónak” nevezte. Ebert 1998 egyik legjobb animációs filmjének választotta.
A filmkritikai oldalak is nagyon pozitívan vélekedtek a filmről. A Rotten Tomatoes oldalán a film 97%-ban pozitív értékelést kapott és 34 kritika alapján 7,88/10-es átlagpontot állapítottak meg. A Time Out munkatársai a 60. helyre sorolták a filmet a 100 legjobb animációs filmet tartalmazó listájukon. Andrea LeVasseur, az AllMovie kritikusa szerint a film emészthetőbb a nyugati közönség számára annak helyszínei miatt. A kalandos történet az élet nagy kérdéseit, a felnőttek életének folyamatos küzdelmeit boncolgatja, de elég mozgalmassággal fűszerezi, hogy a gyerekek számára is szórakoztató legyen.

## Díjak és jelölések
| Év              | Díj                                     | Kategória              | Jelölt                        | Eredmény |
| --------------- | --------------------------------------- | ---------------------- | ----------------------------- | -------- |
| 1990            | 12. Anime Grand Prix                    | Legjobb anime          | Kiki – A boszorkányfutár      | Elnyerte |
| 1990            | 12. Anime Grand Prix                    | Legjobb női szereplő   | Kiki                          | Elnyerte |
| 1990            | 12. Anime Grand Prix                    | Legjobb anime filmzene | Jaszasisza ni cucumareta nara | Elnyerte |
| 1990            | 44. Mainichi Film Concours              | Legjobb animációs film | Kiki – A boszorkányfutár      | Elnyerte |
| 1990            | Kinema Junpo Awards                     | Readers’ Choice Award  | Kiki – A boszorkányfutár      | Elnyerte |
| 1990            | 13. Japán Filmakadémia díja             | Különdíj               | Kiki – A boszorkányfutár      | Elnyerte |
| 1990            | 13. Japán Filmakadémia díja             | Népszerűségi díj       | Kiki – A boszorkányfutár      | Elnyerte |
|                 | 7. Annual Golden Gross Award            | Arany, japán film      | Kiki – A boszorkányfutár      | Elnyerte |
|                 | The Movie's Day                         | Különleges érdemdíj    | Kiki – A boszorkányfutár      | Elnyerte |
|                 | The Erandole Award                      | Különdíj               | Kiki – A boszorkányfutár      | Elnyerte |
|                 | Japan Cinema Association Award          | Legjobb film           | Kiki – A boszorkányfutár      | Elnyerte |
| Legjobb rendező | Japan Cinema Association Award          | Mijazaki Hajao         | Elnyerte                      |          |
|                 | Japanese Agency of Cultural Affairs     | Legjobb film           | Kiki – A boszorkányfutár      | Elnyerte |
|                 | Tokyo Metropolitan Cultural Honor       | Legjobb film           | Kiki – A boszorkányfutár      | Elnyerte |
|                 | 7. Annual Money Making Director's Award | Legjobb rendező        | Mijazaki Hajao                | Elnyerte |
| Források:       |                                         |                        |                               |          |

## Kapcsolódó média

### Manga
Mijazaki Hajao egy mangaadaptációt is készített a film alapján és 1989-ben a Tokuma Shoten jelentette meg Japánban. Az angol nyelvű változatot a Viz Media adta ki 4 kötetben 2006-ban.

### Élőszereplős film
A regénysorozat egy azonos című élőszereplős filmadaptációja 2014. március 1-jén került bemutatásra Kosiba Fúka főszereplésével és Simizu Takasi rendezésében. A film az első két regényen alapul.
Elsőként a Disney kívánta élőszereplős filmként vászonra vinni Kiki történetét még 2005-ben, de azóta nem történt előrelépés. Jeff Stockwellt kérték fel a forgatókönyv megírására, a producer pedig Don Murphy lett volna.

### Musical
1993-ban készült el a történet musical feldolgozása. Ninagava Jukio írta a szövegét, Jokoucsi Kenszuke rendezte az előadást. Kiki szerepét Kudó Júki játszotta, Tombót Akaszaka Akira, majd később Mori Kacujuki alakította. A musicalt 1995 és 1996 során felújították.

## Fordítás
Ez a szócikk részben vagy egészben  a   Kiki's Delivery Service című angol Wikipédia-szócikk ezen változatának fordításán alapul.  Az eredeti cikk szerkesztőit annak laptörténete sorolja fel. Ez a jelzés csupán a megfogalmazás eredetét és a szerzői jogokat jelzi, nem szolgál a cikkben szereplő információk forrásmegjelöléseként.